# Boksen op de Pan-Amerikaanse Spelen 2015
Boksen is een van de sporten die beoefend werden tijdens de Pan-Amerikaanse Spelen 2015 in Toronto, Canada. Het toernooi in de Oshawa Sports Centre begon op zaterdag 18 juli en eindigde een week later op 25 juli. Aan het evenement, zowel voor mannen als vrouwen, deden 120 boksers uit 24 landen deel.

## Medaillewinnaars

### Mannen
| Gewichtsklasse            | Goud                | Zilver            | Brons                |
| ------------------------- | ------------------- | ----------------- | -------------------- |
| Lichtvlieggewicht – 49 kg | Joselito Velázquez  | Joahnys Argilagos | Yoel Finol Rivas     |
| Lichtvlieggewicht – 49 kg | Joselito Velázquez  | Joahnys Argilagos | Victor Santillan     |
| Vlieggewicht – 52 kg      | Antonio Vargas      | Yosvany Veitía    | Céiber Ávila         |
| Vlieggewicht – 52 kg      | Antonio Vargas      | Yosvany Veitía    | David Jimenez        |
| Bantamgewicht – 56 kg     | Andy Cruz           | Héctor García     | Kenny Lally          |
| Bantamgewicht – 56 kg     | Andy Cruz           | Héctor García     | Francisco Martinez   |
| Lichtgewicht – 60 kg      | Lázaro Álvarez      | Lindolfo Delgado  | Kevin Luna           |
| Lichtgewicht – 60 kg      | Lázaro Álvarez      | Lindolfo Delgado  | José Rosario         |
| Halfweltergewicht – 64 kg | Arthur Biyarslanov  | Yasniel Toledo    | Joedison Teixeira    |
| Halfweltergewicht – 64 kg | Arthur Biyarslanov  | Yasniel Toledo    | Luis Arcon           |
| Weltergewicht – 69 kg     | Gabriel Maestre     | Roniel Iglesias   | Juan Ramón Solano    |
| Weltergewicht – 69 kg     | Gabriel Maestre     | Roniel Iglesias   | Alberto Palmetta     |
| Middengewicht – 75 kg     | Arlen López         | Jorge Vivas       | Misael Rodríguez     |
| Middengewicht – 75 kg     | Arlen López         | Jorge Vivas       | Endry Saavedra       |
| Halfzwaargewicht – 81 kg  | Julio César La Cruz | Albert Ramirez    | Juan Carlos Carrillo |
| Halfzwaargewicht – 81 kg  | Julio César La Cruz | Albert Ramirez    | Rogelio Romero       |
| Zwaargewicht – 91 kg      | Erislandy Savón     | Deivi Julio       | Samir El-Mais        |
| Zwaargewicht – 91 kg      | Erislandy Savón     | Deivi Julio       | Miguel Veliz         |
| Superzwaargewicht + 91 kg | Lenier Pero         | Edgar Muñoz       | Cam Awesome          |
| Superzwaargewicht + 91 kg | Lenier Pero         | Edgar Muñoz       | Rafael Lima          |

### Vrouwen
| Gewichtsklasse            | Goud             | Zilver           | Brons           |
| ------------------------- | ---------------- | ---------------- | --------------- |
| Vlieggewicht – 51 kg      | Mandy Bujold     | Marlen Esparza   | Monica González |
| Vlieggewicht – 51 kg      | Mandy Bujold     | Marlen Esparza   | Ingrit Valencia |
| Halfweltergewicht – 60 kg | Caroline Veyre   | Dayana Sánchez   | Victoria Torres |
| Halfweltergewicht – 60 kg | Caroline Veyre   | Dayana Sánchez   | Mirquin Sena    |
| Halfzwaargewicht – 75 kg  | Claressa Shields | Yenebier Guillén | Ariane Fortin   |
| Halfzwaargewicht – 75 kg  | Claressa Shields | Yenebier Guillén | Lucía Pérez     |

## Medailleklassement
| Plaats | Land                   | Goud | Zilver | Brons | Totaal |
| 1      | Cuba                   | 6    | 4      | 0     | 10     |
| 2      | Canada                 | 3    | 0      | 3     | 6      |
| 3      | Verenigde Staten       | 2    | 1      | 2     | 5      |
| 4      | Venezuela              | 1    | 2      | 3     | 6      |
| 5      | Mexico                 | 1    | 1      | 3     | 5      |
| 6      | Colombia               | 0    | 2      | 3     | 5      |
| 7      | Dominicaanse Republiek | 0    | 2      | 3     | 5      |
| 8      | Argentinië             | 0    | 1      | 2     | 3      |
| 9      | Brazilië               | 0    | 0      | 2     | 2      |
| 10     | Puerto Rico            | 0    | 0      | 2     | 2      |
| 11     | Chili                  | 0    | 0      | 1     | 1      |
| 11     | Costa Rica             | 0    | 0      | 1     | 1      |
| 11     | Guatemala              | 0    | 0      | 1     | 1      |
| Totaal | Totaal                 | 13   | 13     | 26    | 52     |